# Lucio Emilio Mamerco
Lucio Emilio Mamerco  fue un político y militar romano del siglo V a. C. perteneciente a la gens Emilia.

## Familia
Mamerco fue miembro de los Emilios Mamercinos, una rama patricia de la gens Emilia. Fue padre de Cayo Emilio Mamerco y Tiberio Emilio Mamerco.

## Carrera pública
Mamerco alcanzó el consulado, el primero de su familia en lograrlo, en tres ocasiones durante el primer cuarto del siglo V a. C. La primera fue en el año 484 a. C. en la que combatió a volscos y ecuos. Según Tito Livio, derrotó a ambos, pero Dionisio de Halicarnaso narra que fue vencido en Antium, la capital volsca, y que la vergüenza de la derrota le retrajo de acudir a Roma a celebrar los comicios.
En el año 478 a. C. fue elegido cónsul por segunda vez. Con su colega, Cayo Servilio Estructo Ahala, combatió y derrotó a los veyentes. Sin embargo, el tratado que concluyó con ellos fue, a juicio del Senado, tan favorable a los intereses de aquellos, que se le negó el honor de celebrar un triunfo.
Su tercer consulado fue en el año 473 a. C., en el que apoyó una ley agraria contraria a los intereses del Senado en represalia por haberle negado el triunfo.